# Platyliodes japonicus
Platyliodes japonicus är en kvalsterart som beskrevs av Aoki 1979. Platyliodes japonicus ingår i släktet Platyliodes och familjen Neoliodidae. Inga underarter finns listade i Catalogue of Life.